# Бреон, Мария
Мария Бреон (англ. Maria Breon) — вокалистка американской симфоник-метал группы HolyHell.

## Биография
Мария обучалась оперному вокалу в консерватории Болдуина-Уоллеса в Бериэ, штат Огайо.
Во время гастролей 2007 года, она спела дуэтом с Эриком Адамсом (Manowar) известную песню из мюзикла Эндрю Ллойда Уэббера «Призрак оперы». Запись этого выступления попала на первый EP группы — «Apocalypse».
Ей принадлежат все вокальные партии и на втором альбоме группы — «Holyhell» (2009).